# Гири (Оклахома)
Гири (англ. Geary) — город в округах Блейн и Канейдиан в американском штате Оклахома. По данным переписи населения США 2020 года, численность населения составляла 994 человека.

## Население
| 2010 | 2020 |
| ---- | ---- |
| 1280 | ↘994 |